# Pfauenziege

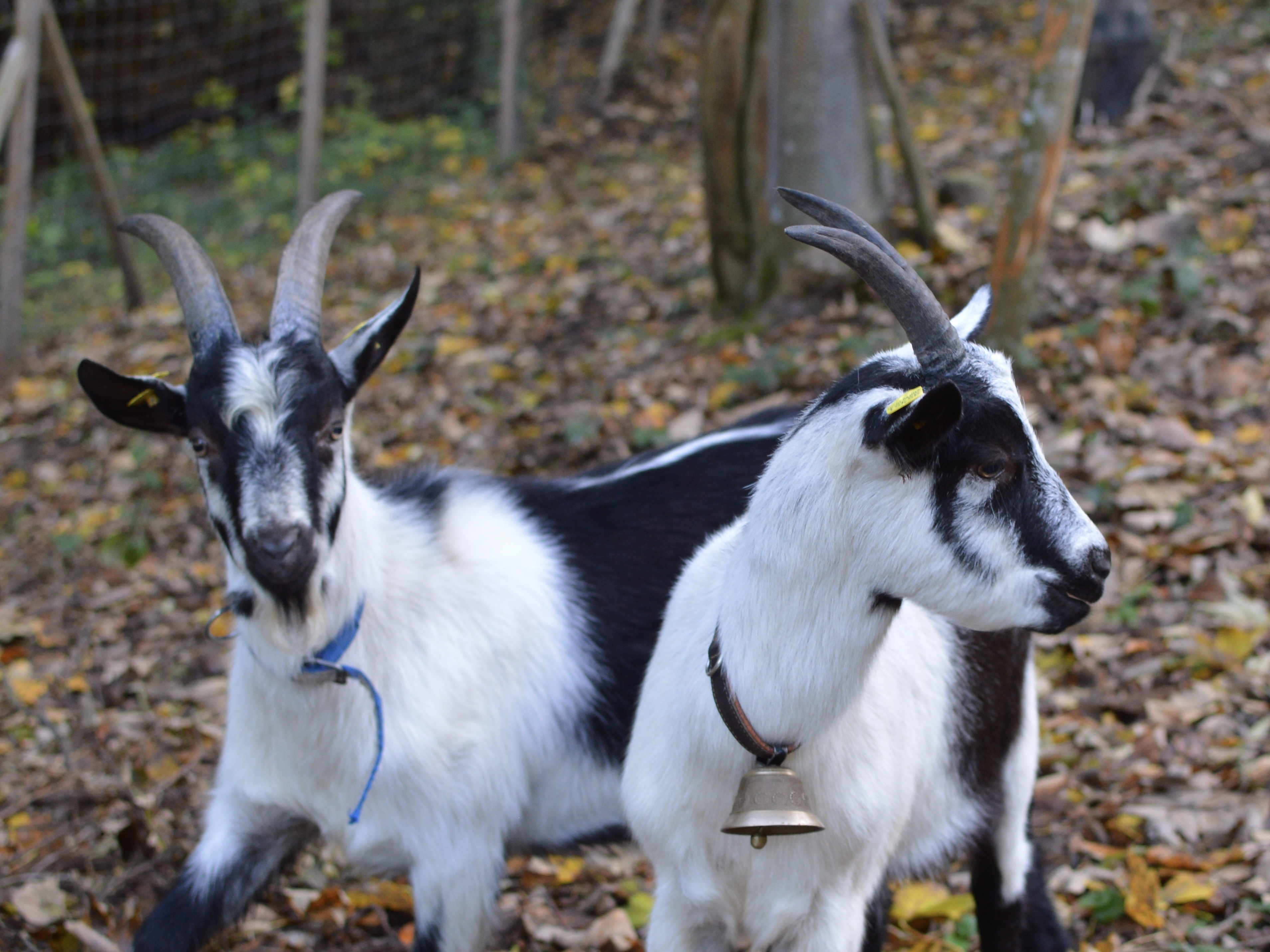
Junges Böckchen mit Ziege gleichen Alters

Die Pfauenziege, auch Grau-schwarze Gebirgsziege, ist eine an das Leben im Gebirge angepasste Hausziegenrasse. Diese Gebirgsziege wurde 1887 erstmals in der Region der Schweizer Kantone Graubünden und Tessin als Prättigauer Ziege von einem Herrn Anderegg beschrieben.

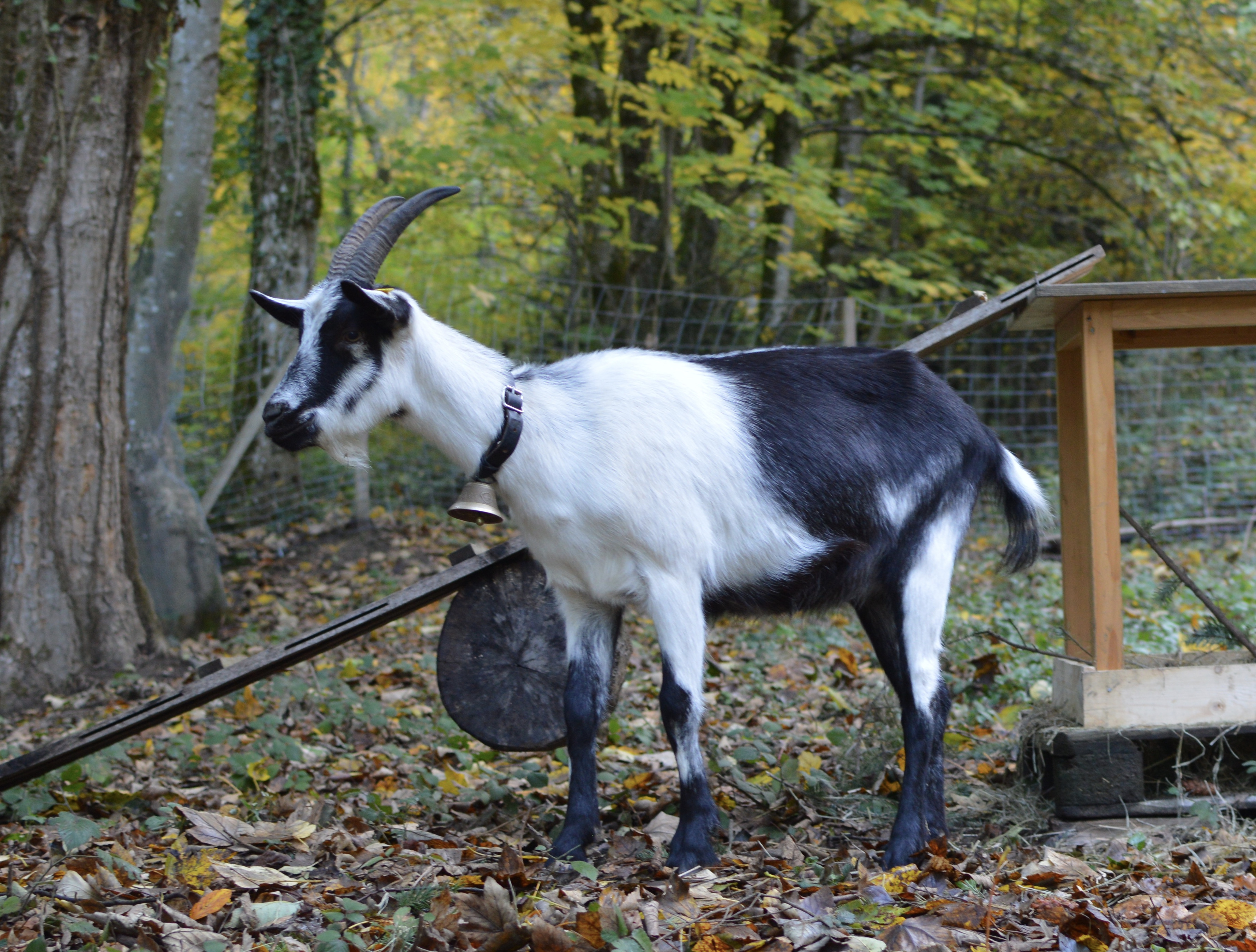
Pfauenziegenweibchen

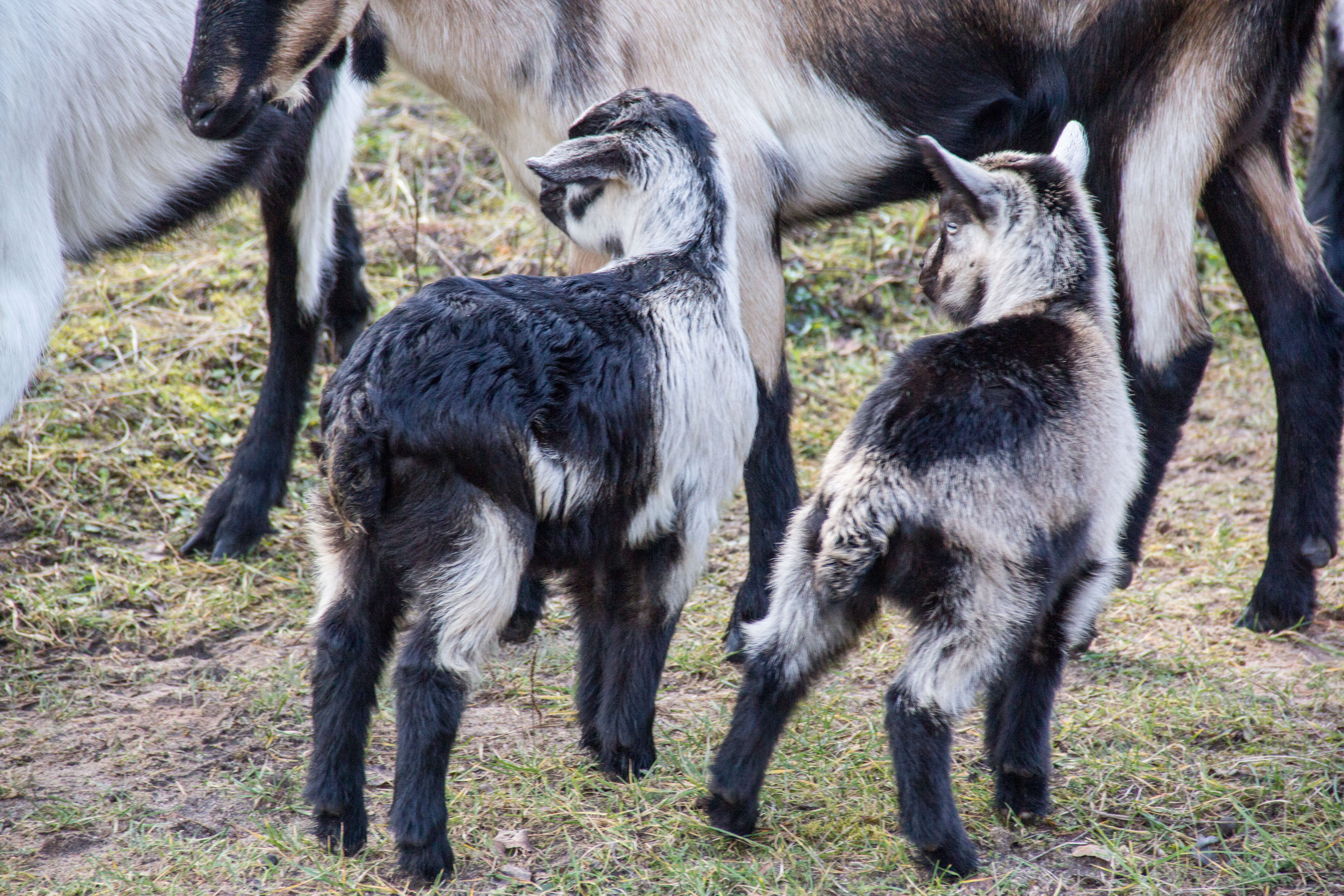
Jungtiere im Tennenloher Forst

## Etymologie
Die seltsame Bezeichnung Pfauenziege ist auf einen Lesefehler zurückzuführen, da in alten Schriften „V“ und „U“ oft gleichermaßen „Pfavenziege“ geschrieben wurden. „Pfaven“ ist das rätoromanische Wort für „Flecken“. Trotz des Missverständnisses hat sich der Name Pfauenziege in den Herdbüchern der Züchter durchgesetzt. Die kennzeichnenden „Pfaven“ sind die charakteristischen dunklen Streifen bzw. Flecken, die sich von der Basis der Hörner über die Augen bis zur Nase hin ziehen. In anderen Quellen wird für die Namensgebung der charakteristische weiße Fleck auf der stets schwarzen hinteren Flanke der Tiere verantwortlich gemacht.
Amtssprachen im Kanton Graubünden sind Deutsch, Italienisch und Rätoromanisch. Entsprechend gibt es im ursprünglichen Verbreitungsgebietes weitere Bezeichnungen:
- Prättigauer Ziege (in einer Beschreibung aus dem Jahre 1887)
- Grau-Schwarze bzw. Grau-Schwarz-Weiße Gebirgsziege (deutsche Bezeichnung)
- Colomba (Bezeichnung im Bergell)
- Chèvre Paon (französisch, paon allg. ‚Pfau‘)
- Halbetscha (rätoromanische Bezeichnung)
- Razza Nas (italienische Bezeichnung aus dem Tessin)

## Merkmale

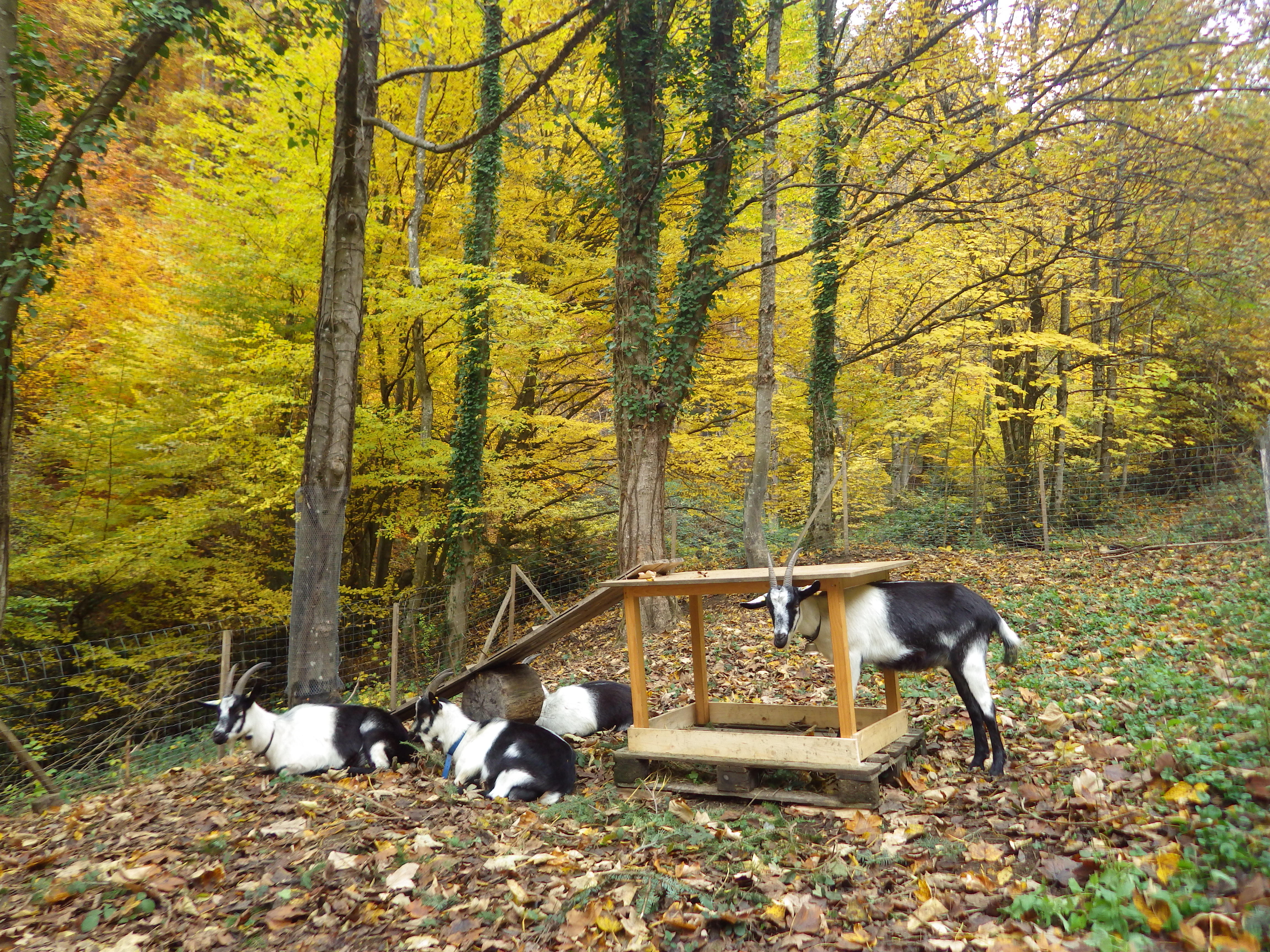
Kleine Pfauenziegenherde

Die Pfauenziege ist eine große, in beiden Geschlechtern gehörnte Rasse. Weibliche Exemplare haben eine Widerristhöhe von 70–80 Zentimetern, männliche von 75–85. Die vordere Körperhälfte bis über das Schulterblatt ist hell (weiß, manchmal leicht ins rötliche gehend) mit schwarzem Aalstrich, der sich im Nacken verbreitern kann. Die hintere Körperhälfte ist überwiegend schwarz, die Flanken sind hell, ebenso die Schwanzoberseite. Der Aalstrich im dunklen Feld kann weiß oder dunkel sein. Kitze sind meist deutlich heller, der weiße Flankenfleck oft noch nicht geschlossen. Das Fellkleid der hinteren Körperhälfte dunkelt in den ersten zwei Lebensjahren nach. Die Scheckung der Pfauenziege wird dominant vererbt. Durch das halblange Haarkleid ist die Rasse robust und winterfest.

## Verbreitung
Die Pfauenziege hatte für den alpinen Raum früher wohl eine viel größere Verbreitung und Bedeutung, als nach den geringen heutigen Beständen anzunehmen wäre. Da die Ziege bei den Rassebereinigungen 1938 nicht offiziell anerkannt wurde, ging der Bestand stark zurück. Später wurde die Rasse durch Hilfe der Organisation Pro Specie Rara und Interessensgemeinschaften, die sich für die Zucht der Rasse einsetzten, schließlich anerkannt. Der Bestand konnte wieder auf etwa 300 Tiere ausgebaut werden. Das charakteristische Haarkleid, die Behornung und der Körperbau finden sich auch auf alten Fotos und Beschreibungen von Ziegenherden auf den Almen der österreichischen Bundesländer Tirol, Salzburg und Steiermark wieder. In Tirol sind sie auch unter dem Lokalnamen „Stubaier Gansen“ oder Stubaier Ziege bekannt. Ähnlich gefärbte Ziegen kommen auch im Piemont und im Hochsavoyen der französischen Alpen vor.

## Verwandtschaft
Die Pfauenziege ist genetisch mit der Bündner Strahlenziege verwandt, außerdem mit der Nera Verzascaziege.
Trotz Ähnlichkeiten zur Passeirer Gebirgsziege sind diese beiden Rassen nicht näher miteinander verwandt.

## Nutzung
Da ihre Milchleistung gegenüber Hochleistungszüchtungen gering ist (470 bis 500 Liter für 210 Melktage pro Jahr), wird die Pfauenziege heute eher als Fleischziege gezüchtet (z. B. in Niedersachsen). Im Gebirge wird sie jedoch häufig auch in der Landschaftspflege, besonders zur Erhaltung der im Zuge der Almwirtschaft entstandenen Kulturlandschaften, eingesetzt.